# Tarphius pomboi
Tarphius pomboi là một loài bọ cánh cứng trong họ Zopheridae. Loài này được Borges miêu tả khoa học năm 1991.